# Brasão de Porto Alegre
O Brasão de Porto Alegre foi desenhado por Francisco Bellanca e criado pela Lei n° 1030, de 22 de janeiro de 1953, na gestão do prefeito Ildo Meneghetti, que mandou confeccionar o brasão através da Lei nº 1947 do mesmo ano.

## Significado dos símbolos
A cruz de Cristo recorda a origem cristã e portuguesa do povo e foi usada na época dos descobrimentos. Era muito comum na época uma alusão ao catolicismo predominante na região.
O Portão Colonial, que era o marco da entrada da cidade, foi construído em 1773, quando José Marcelino de Figueiredo, da Capitania de São Pedro. A intenção era mostrar que a cidade estava de porta aberta a todos.
A vida da cidade passou a acontecer a partir do Largo do Portão; em suas imediações construiu-se a Santa Casa de Misericórdia; e a Praça do Portão passou a denominar-se, em 1873, Praça General Marques e, em 1912, Conde de Porto Alegre. O Portão Colonial também relembra a instalação do Clero, do Senado, da Câmara e da Justiça.
A Caravela recorda a Nau da Nossa Senhora da Alminha, que, segundo a tradição, trouxe à região do então Porto dos Dornelles ou de Viamão os casais de açorianos que inauguram, em 1751, o povoamento oficial do lugar, hoje Porto Alegre.
A Coroa Mural de Ouro, de cinco torres, significa "cidade grande", "cidade cabeça", capital. Na família, o homem é o cabeça do lar; segundo a Bíblia, o homem é a "cabeça" do casal e a mulher é o "coração". Assim, também, em um Estado, a capital é a "cidade cabeça".
O Listel de Gole, carregado das letras em prata, recorda o heroísmo do povo nas lutas políticas e sociais.
A frase "Leal e Valorosa Cidade de Porto Alegre" é o título que D. Pedro II do Brasil, em 1841, outorgou a Porto Alegre pela sua constância e fidelidade ao trono brasileiro durante a Revolução Farroupilha. Segundo o historiador Sérgio da Costa Franco, no decreto de outorga constava a palavra "valorosa". A consagração do arcaísmo "valerosa" se deve a uma preferência pessoal do secretário da Câmara, José Joaquim Afonso Alves, que até deixar o cargo em 1842 assim inscreveu a palavra na abertura das atas do legislativo municipal. Seus sucessores, porém, reverteram à grafia original e correta, "valorosa", mas nos anos 50, quando se decidiu formalizar o desenho do brasão, o arcaísmo foi reintroduzido por influência de Walter Spalding, importante historiador que, também por preferência pessoal, assim grafava o motto.
O conjunto de esmaltes e metais relembra as cores das bandeiras do Brasil e do Rio Grande do Sul. O ouro é o símbolo de fidelidade. O azul é o céu sereno do Rio Grande do Sul. O verde representa as águas mansas do Lago Guaíba e também as campinas verdejantes do sagrado solo gaúcho. O vermelho significa a fé e o amor. A prata é a seriedade e o caráter nobre e altivo do povo.